# Fritz Flachberger (Rallyefahrer)
Fritz Flachberger (* 27. März 1948 in Österreich; † 17. Juli 2014 ebenda) war österreichisch-namibischer Rallyefahrer und Eigentümer der Okapuka-Ranch (14.000 Hektar) nördlich von Windhoek.

## Leben
Er lebte einige Zeit in Liberia, wo er auch seine Frau kennen lernte. 1986 kaufte er die Okapuka-Ranch im damaligen Südwestafrika. Daneben war er auch ein erfolgreicher Rallyefahrer. Flachberger hatte bereits 1979 in Deutschland Rallyes gefahren, das aber wieder aufgegeben. 1995 gewann er mit seinem Beifahrer Wicus Bruwer die Afrikanische Rallye-Meisterschaft.
Auch war er zugelassener Hubschrauberpilot und setzte seinen Hughes MD 520 Notar (den einzigen in Afrika) beim Wildfang ein. Die gefangenen Nashörner wurden enthornt, um sie für Wilderer unattraktiv zu machen.
Flachberger war verheiratet und hatte drei Kinder.